# Alexandre Louis Patry
Pour les articles homonymes, voir Patry.
Alexandre Louis Patry, né à Paris le 9 décembre 1810 et mort le 16 novembre 1879 dans le 20e arrondissement de Paris, est un peintre de genre et portraitiste français.

## Biographie
Élève d'Ingres, il entre à l'École des beaux-arts de Paris le 2 avril 1834 et reçoit la médaille de 3e classe au Salon de 1845.
Il réalise notamment plusieurs portraits en buste de l'empereur Napoléon III– probablement des copies –, dont l'un se trouve à la légation de France à Addis-Abeba (Éthiopie).